# Fangoria Chainsaw Awards
Los premios Fangoria Chainsaw Awards  son una ceremonia de entrega de premios a películas de terror y películas de suspenso. A partir de 1992, los premios se ampliaron y se inauguró una ceremonia anual para entregar los premios. A partir de 2015, Fangoria también entrega premios a series de televisión. 

## Ganadores y nominados 2020
| Mejor Gran Lanzamiento | Mejor Estreno Limitado |
| --- | --- |
| - Midsommar – Dirigida por Ari Aster - Infierno en la tormenta – Dirigida por Alexandre Aja - Doctor Sueño – Dirigida por Mike Flanagan - It Capítulo Dos – Dirigida por Andy Muschietti - Ready or Not – Dirigida por Matt Bettinelli-Olpin and Tyler Gillett - Nosotros – Dirigida por Jordan Peele        | - El faro – Dirigida por Robert Eggers - Bliss – Dirigida por Joe Begos - Daniel Isn't Real – Dirigida por Adam Egypt Mortimer - In Fabric – Dirigida por Peter Strickland - Nightmare Cinema – Dirigida por Alejandro Brugués, Joe Dante, Mick Garris, Ryūhei Kitamura and David Slade - Satanic Panic – Dirigida por Chelsea Stardust |
| Mejor Estreno en Streaming | Mejor Película Extranjera |
| - The Perfection – Dirigida por Richard Shepard - Eli – Dirigida por Ciarán Foy - En la hierba alta – Dirigida por Vincenzo Natali - Little Monsters – Dirigida por Abe Forsythe - The Nightshifter – Dirigida por Dennison Ramalho - Velvet Buzzsaw – Dirigida por Dan Gilroy                               | - Tigers Are Not Afraid - Dirigida por Issa López - Hagazussa - Dirigida por Lukas Feigelfeld - Knife + Heart - Dirigida por Yann Gonzalez - Koko-di Koko-da - Dirigida por Johannes Nyholm - Luz - Dirigida por Tilman Singer - Kamera o Tomeru na! - Dirigida por Shin'ichirô Ueda                                                    |
| Mejor Ópera Prima | Mejor Director |
| - Girl on the Third Floor – Dirigida por Travis Stevens - Braid – Dirigida por Mitzi Peirone - Darlin' – Dirigida por Pollyanna McIntosh - The Hole in the Ground – Dirigida por Lee Cronin - The Wind – Dirigida por Emma Tamm                                                                              | - Ari Aster – Midsommar - Joe Begos – Bliss - Robert Eggers – El faro - Mike Flanagan – Doctor Sueño - Jordan Peele – Nosotros - Shin'ichirô Ueda – Kamera o Tomeru na! |
| Mejor Actor | Mejor Actriz |
| - Robert Pattinson – El faro as Ephraim Winslow - Winston Duke – Nosotros as Gabriel "Gabe" Wilson / Abraham - Lief Edlund Johansson – Koko-di Koko-da - Ewan McGregor – Doctor Sueño as Danny Torrance - Daniel de Oliveria – The Nightshifter                                                              | - Lupita Nyong’o – Nosotros as Adelaide Wilson / Red - Kiersey Clemons – Sweetheart as Jenn - Caitlin Gerard – The Wind as – Elizabeth ‘Lizzy’ Macklin - Florence Pugh – Midsommar as Dani Ardor - Samara Weaving – Ready or Not as Grace Le Domas                                                                                      |
| Mejor actor de reparto | Mejor actriz de reparto |
| - Willem Dafoe – El faro as Thomas Wake - Alex Breaux – Depraved as Adam - Bill Hader – It Capítulo Dos as Richie Tozier - John Lithgow – Pet Sematary as Jud Crandall - Jackson Robert Scott – The Prodigy as Miles Blume                                                                                   | - Rebecca Ferguson – Doctor Sueño as Rose the Hat - Kyliegh Curran – Doctor Sueño as Abra Stone - Zoey Deutch– Zombieland: Double Tap as Madison - Marianne Jean-Baptiste – In Fabric as Sheila - Ruby Modine – Satanic Panic as Judi Ross                                                                                              |
| Mejor Guion | Mejor banda sonora |
| - Midsommar – Written by Ari Aster - Ready or Not – Written by Guy Busick and Ryan Murphy - Doctor Sueño – Written by Mike Flanagan - Satanic Panic – Written by Grady Hendrix (story by Hendrix and Ted Geoghegan) - Nosotros – Written by Jordan Peele - Kamera o Tomeru na! – Written by Shin'ichirô Ueda | - Midsommar – The Haxan Cloak - In Fabric – Cavern of Anti-Matter - El faro – Mark Korven - Doctor Sueño – The Newton Brothers - Luz – Simon Waskow |
| Mejor Maquillaje FX | Mejor Criatura FX |
| - The Dead Don't Die – Mike Marino - The Nightshifter– Britney Federline and Marcelo A.M.P. - Girl on the Third Floor – Dan Martin - Bliss – Josh and Sierra Russell - Depraved – Brian Spears and Peter Gerner                                                                                              | - Historias de miedo para contar en la oscuridad – Spectral Motion - Boar – Steve Boyle - Child’s Play – Todd Masters - El faro - Adrien Morot - Sweetheart – Neville Page - Itsy Bitsy – Dan Rebert |
| Mejor Serie | Mejor Muerte (Categoría de Escritura) |
| - Stranger Things - Are You Afraid of the Dark? - Castle Rock - Creepshow - Into the Dark - Marianne | - "Christian and the Bear Suit on Fire" - Midsommar |